# Där näckrosen blommar
Där näckrosen blommar är en sång med musik av Sven du Rietz och text av Sven-Olof Sandberg. Melodin spelades ursprungligen in av Adolf Jahr i juli 1928, och utkom i september samma år som B-sida till sången "Minnen från Hawaij".
Låten låg på Svensktoppen med Göingeflickorna 1963 samt med Flamingokvintetten 1974–1975, en inspelning som nådde första plats.

## Coverversioner
- Olle Johnny och Jack Gill, 1939 [5]
- Hilmer Borgeling, 1941 [6]
- Erik Frank, 1949 [7]
- Harmony Sisters, 1949 [8]
- Karl och Erling Grönstedts dragspelskvartett. Inspelningen gjordes i Stockholm 25 oktober 1951. Melodin utgavs på 78-varvaren His Master's Voice X 7765.
- Christer Falkenström, 1954 [9]
- Bertil Boo, 1953 [10]
- Göingeflickorna, 1963 [11]
- Flamingokvintetten, 1974 [12]
- Matz Bladhs, 1987 [13]
- Larz-Kristerz, 2003
- Fernandoz, 2005 [14]

## Norska versioner
De två norska artisterna Børt Erik Thoresen och Freddy Kristoffersen har skrivit texter på norska och även sjungit in dessa, Thoresens version har titeln Ved skogtjønnet, och Kristoffersens version Der vannliljen blomstrer.

## Filmer
Sången används som filmmusik i tre svenska långfilmer.
- Hon dansade en sommar (1951)
- Ungkarlshotellet (1975)
- Glädjekällan (1993)

### Fotnoter
1. ↑  När lindarna blomma / Där näckrosen blommar på Svensk mediedatabas
2. ↑  Svensktoppen – 1963
3. ↑  Svensktoppen – 1974
4. ↑  Svensktoppen – 1975
5. ↑  ”Svensk mediedatabas”. http://smdb.kb.se/catalog/id/000087993. Läst 31 mars 2011.
6. ↑  ”Svensk mediedatabas”. http://smdb.kb.se/catalog/id/000098591. Läst 31 mars 2011.
7. ↑  ”Svensk mediedatabas”. http://smdb.kb.se/catalog/id/000090945. Läst 31 mars 2011.
8. ↑  ”Svensk mediedatabas”. http://smdb.kb.se/catalog/id/000080607. Läst 31 mars 2011.
9. ↑  ”Svensk mediedatabas”. http://smdb.kb.se/catalog/id/000095076. Läst 31 mars 2011.
10. ↑  ”Svensk mediedatabas”. http://smdb.kb.se/catalog/id/000105659. Läst 31 mars 2011.
11. ↑  ”Svensk mediedatabas”. http://smdb.kb.se/catalog/id/001446783. Läst 31 mars 2011.
12. ↑  ”Svensk mediedatabas”. http://smdb.kb.se/catalog/id/001886820. Läst 31 mars 2011.
13. ↑  ”Svensk mediedatabas”. http://smdb.kb.se/catalog/id/001485666. Läst 31 mars 2011.
14. ↑  ”Svensk mediedatabas”. http://smdb.kb.se/catalog/id/002005991. Läst 31 mars 2011.
15. ↑  "Där näckrosen blommar" på Svensk Filmdatabas